# Żniwa

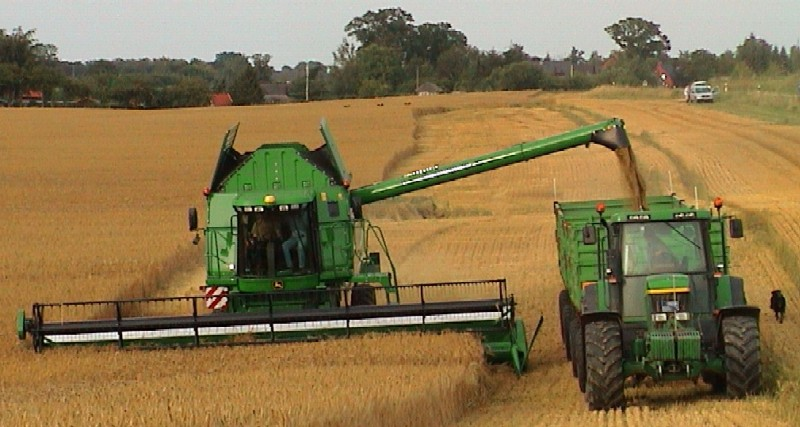
Współczesne żniwa wykonuje się za pomocą maszyn rolniczych: kombajnu i ciągnika z przyczepą

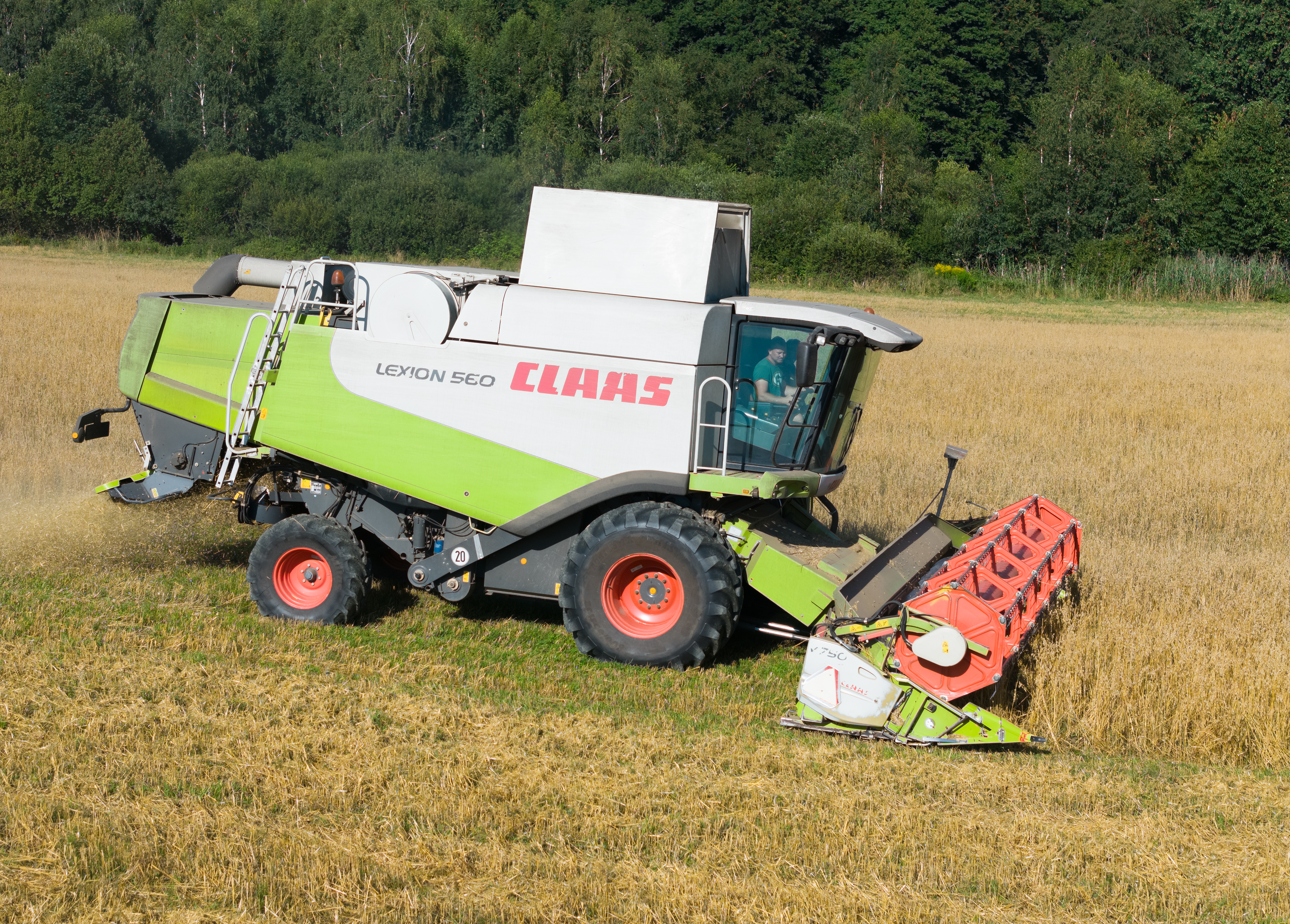
Kombajn zbożowy Claas Lexion 560 w czasie żniw

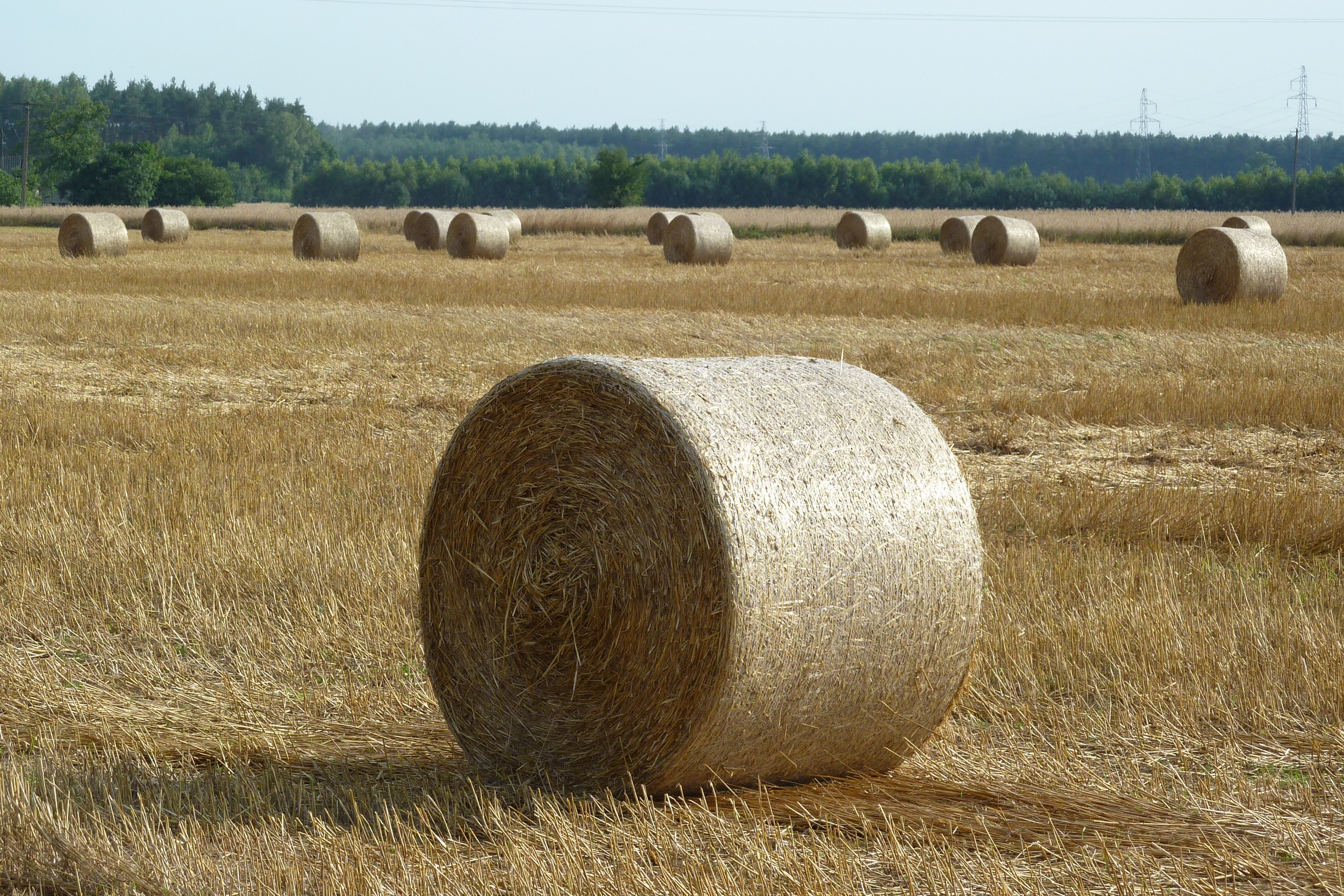
Ściernisko powstałe po skoszeniu zboża, słoma została zbelowana

Żniwa – zbiór roślin uprawnych w okresie lata, głównie zbóż (m.in. żyta, pszenicy, jęczmienia, owsa), także innych roślin zbieranych na nasiona, po których zostaje ściernisko (rzepak, rośliny strączkowe). Dawniej za początek żniw uważało się rozpoczęcie koszenia żyta. W Polsce żniwa trwają przeważnie dwa miesiące, od 15 czerwca do 15 sierpnia i są dzielone na dwie części: żniwa małe (zbiór jęczmienia ozimego i rzepaku) i żniwa duże (zbiór pozostałych zbóż).

## Polskie obyczaje związane ze żniwami
- Zażynki – czas rozpoczęcia zbiorów. Na Lubelszczyźnie według folkloru wyznaczał go głos przepiórki. Ścięcie pierwszych kłosów odbywało się zazwyczaj w sobotę[2].
- Dożynki – Święto Plonów organizowane po zakończeniu żniw.

Na Lubelszczyźnie dożynkami zwano okres obejmujący cały czas żniw i zbiorów. Jego obchody dzielono na polne i wieńcowe (przypuszczalnie tożsame właściwemu Świętu Plonów).

## Żniwa w literaturze i sztuce
- Maria Konopnicka – wiersz „Żniwa”

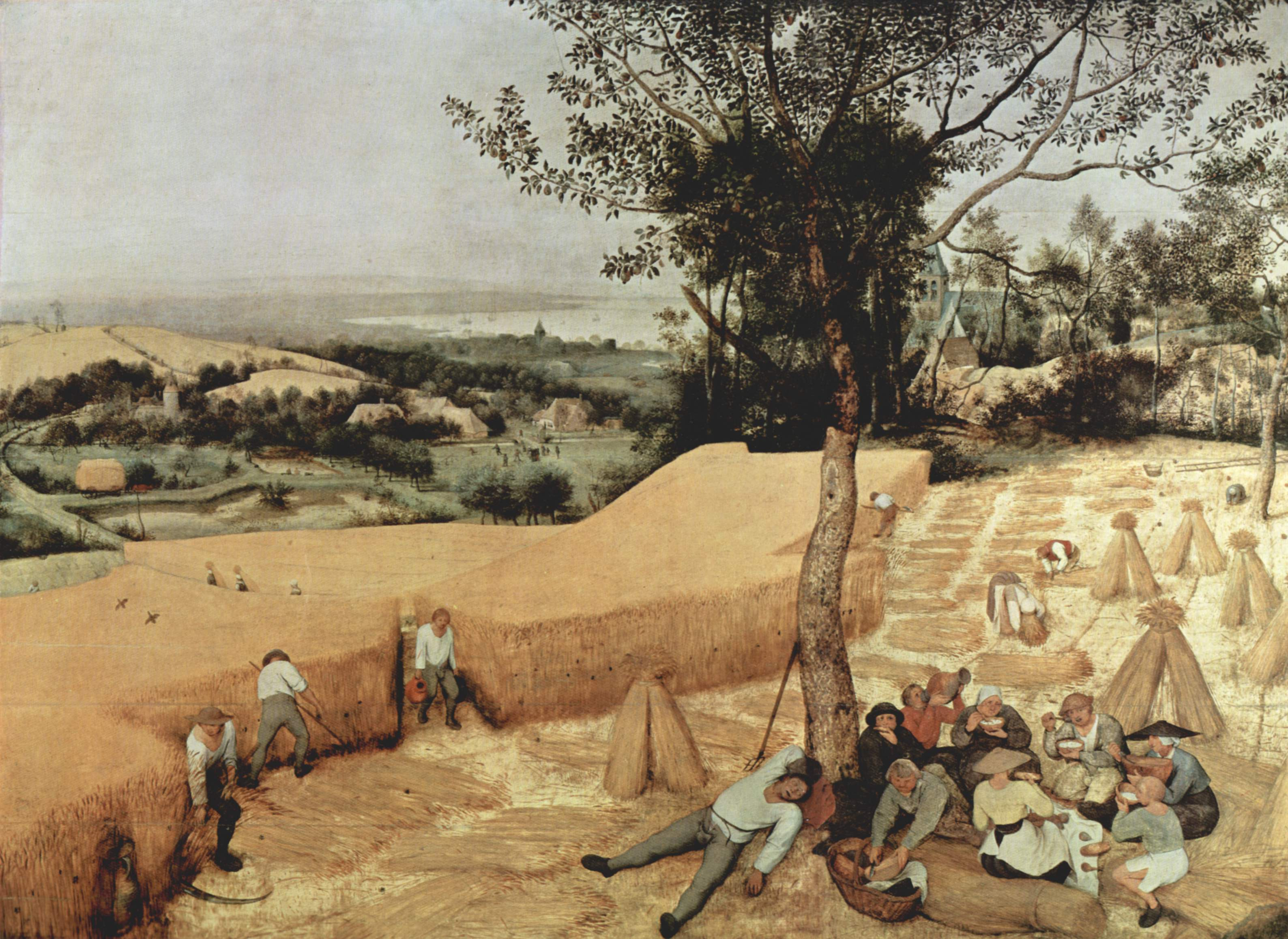
obraz żniwa, Pieter Bruegel

- Chłopi Władysława Reymonta – opis żniw
- Nad Niemnem Elizy Orzeszkowej – opis żniw
- Pieter Bruegel (starszy) obraz Żniwa (1565)
- Leopold von Kalckreuth – obraz Lato
- Abel Grimmer – obraz Lato
- Jean-François Millet – obraz Zbierające kłosy (1857)

## Zobacz też

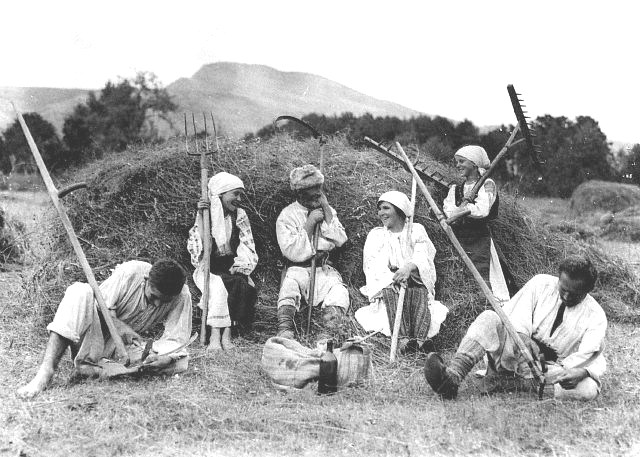
Żniwa w Rumunii w 1920 roku
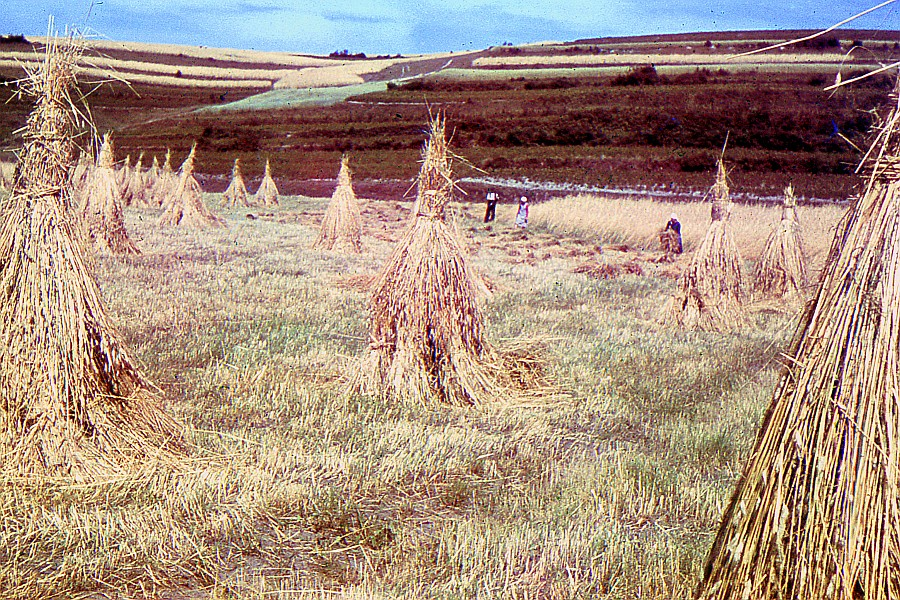
Żniwa w Żarkach w okolicach Libiąża k. Chrzanowa w Polsce w 1938 roku